# Arius dispar
Arius dispar es una especie de pez de la familia Ariidae en el orden Siluriformes.

## Morfología
• Los machos pueden llegar alcanzar los 34 cm de longitud total.

## Distribución geográfica
Se encuentra en Taiwán y Filipinas.